# Kanton Vineuil
Der Kanton Vineuil ist seit 1985 ein französischer Wahlkreis im Arrondissement Blois, im Département Loir-et-Cher und in der Region Centre-Val de Loire; sein Hauptort ist Vineuil.

## Gemeinden
Der Kanton besteht aus acht Gemeinden und Teilgemeinden mit insgesamt 22.391 Einwohnern (Stand: 1. Januar 2022) auf einer Gesamtfläche von 142,88 km²:
| Gemeinde               | Einwohner 1. Januar 2022 | Fläche km² | Dichte Einw./km² | Code INSEE | Postleitzahl |
| ---------------------- | ------------------------ | ---------- | ---------------- | ---------- | ------------ |
| Blois                  | 2.015                    | 1,89       | 1.066            | 41018      | 41000        |
| Cellettes              | 2.700                    | 20,96      | 129              | 41031      | 41120        |
| Cheverny               | 908                      | 33,00      | 28               | 41050      | 41700        |
| Chitenay               | 1.136                    | 15,61      | 73               | 41052      | 41120        |
| Cormeray               | 1.568                    | 10,31      | 152              | 41061      | 41120        |
| Cour-Cheverny          | 2.830                    | 29,80      | 95               | 41067      | 41700        |
| Saint-Gervais-la-Forêt | 3.184                    | 8,97       | 355              | 41212      | 41350        |
| Vineuil                | 8.050                    | 22,34      | 360              | 41295      | 41350        |
| Kanton Vineuil         | 22.391                   | 142,88     | 157              | 4115       | –            |

1. ↑   Nur der östliche Teil der Gemeinde, der Rest verteilt sich auf die Kantone Blois-1, Blois-2 und Blois-3.

Bis zur landesweiten Neuordnung der französischen Kantone im März 2015 gehörten zum Kanton Vineuil die drei Gemeinden Montlivault, Saint-Claude-de-Diray und Vineuil. Er besaß vor 2015 einen anderen INSEE-Code als heute, nämlich 4130.